# Cserna Géza
Udvardi Cserna Géza (Székesfehérvár, 1842. március 24. – Adony, 1876. május 15.) jogász, költő.

## Élete
Udvardi Cserna Vince főügyész öccse volt. A gimnázium alsóbb osztályait szülőhelyén, a felsőbbeket a nagykőrösi református főiskolában, a jogot Debrecenben végezte; azután Pesten és Székesfehérvárt, hol az ügyvédi kamara hivatalnoka volt, az irodalomnak élt.
Első költeményei a Hortobágyban jelentek meg; 1864-ben a Fővárosi Lapokban megjelent Freiligráth Virágok boszúja című költeményének fordításával keltett figyelmet és azután a szépirodalmi lapokban és évkönyvekben sűrűn jelentek meg költeményei. 1866-ban a székesfejérvári Vörösmarty-szobor leleplezése alkalmából (május 6.) Vörösmarty emlékezete című ódájával, az ottani nők által kitűzött 30 arany díjat elnyerte. Ezután ritkán bár, de írt a Fővárosi Lapokba, Nefelejtsbe és a Székesfejérvár című lapba. Az 1870-es évek elején Pesten tartózkodása alatt dolgozott a Nők Lapjába, Szana Figyelőjébe, ahol kritikái is jelentek meg és Aristides név alatt a Lapszemléi.
Szerkesztette a Székesfejérvár c. lapot 1872. december 1-től 1873. június 22-ig. (Az irodalomban Udvardy Géza nevet használt.)

## Művei
- Költemények. Pest, 1867.
- Őszi lombok. Székesfehérvár, 1875. (Költemények.)